# Аммолит

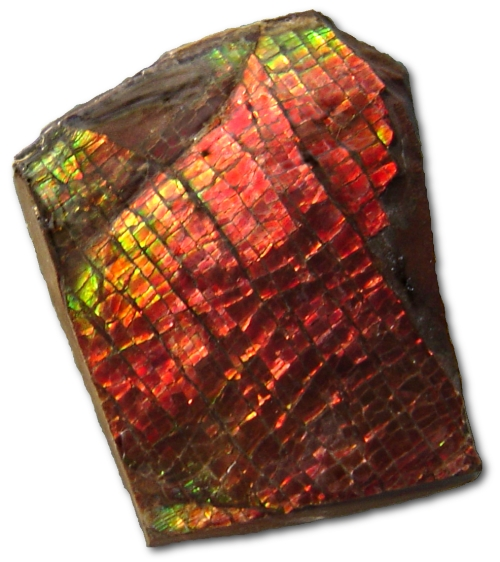
Аммолит «кожа дракона»

Аммолит — относительно редкий драгоценный камень органического происхождения, добываемый в восточных предгорьях Скалистых гор на территории США и Канады. Аммолиты не являются минералом, это окаменелые фрагменты перламутрового слоя раковин аммонитов, состоящие из карбоната кальция (арагонита). Аммолит считается самым ценным камнем органического происхождения, в число которых также входят янтарь, перламутр, гагат, безоар.
В 1981 году аммолиту был официально присвоен статус драгоценного камня, после чего началась его промышленная добыча в месторождении Bear paw («Медвежья лапа») на юге канадской провинции Альберта. С 2018 года началась добыча аммолита в России на недавно открытом месторождении на Таймыре. Российский аммолит по качеству не уступает канадскому. Более того, он находится в крепких породах, в то время как канадский в глинах (что требует пропитку породы перед добычей). Стоимость российского аммолита, как и канадского весьма высока: хороший по качеству образец размером с ладонь взрослого мужчины может стоить до 300 000 рублей.

## Свойства
Состоит преимущественно из карбоната кальция CaCO3 с различными примесями: FeS2, SiO2. Цвет красно-зелёный, красно-жёлтый, сине-зелёный, голубовато-зелёный, редко — фиолетовый и розовый. Аммолиты высшего качества содержат весь спектр цветов. Непрозрачный, просвечивает в тонких краях. Твёрдость 4,5—5,5. Плотность 2,6—2,85. Показатель преломления = 1,52—1,68.

## Определение качества аммолитов
Качество драгоценного камня обозначается буквами АА, А+, А, А-, начиная с наивысшего. Однако, в случае с аммолитами эта система градации не является унифицированной, и различные производители могут по-разному оценивать качество аммолитов, в общем исходя из следующих критериев:

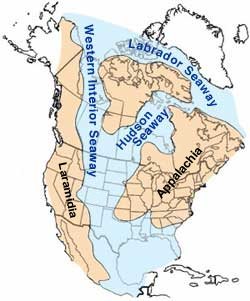
Карта Северной Америки, показывающая границы моря во время мелового периода

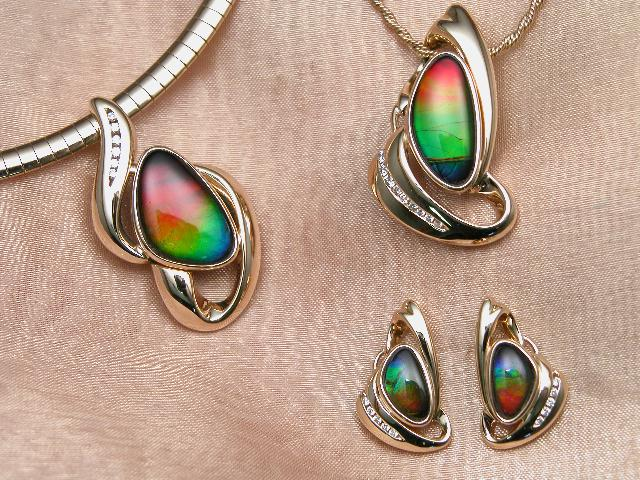
Ювелирные украшения из аммолитов фирмы Korite International

- Количество цветов
- Иризация